# トリクロロフルオロメタン
トリクロロフルオロメタン（英: trichlorofluoromethane）は分子式 CCl3F で表されるフロン類の一種で、フロン11、CFC-11、R-11とも表記される。においのほとんどない無色の液体で、室温付近で沸騰する。
1992年のモントリオール議定書締結国際会議において製造禁止とされている物質で、日本政府のフロンガス規制対象である「特定フロンガス」にも指定されている。

## 用途
かつては冷凍機の冷媒として広く用いられていた。他の冷媒と比べて沸点が高く、稼動圧の低い系でも使うことができたため、ジクロロジフルオロメタン (CCl2F2, R-12) やクロロジフルオロメタン (CHClF2, R-22) など、より高圧で扱う必要があったものよりも要求の低い装置設計が可能であった。
含有する塩素原子の割合が大きいこと、安定に成層圏に達して紫外線で分解されることから、冷媒として使われていた物質の中で最もオゾン破壊係数の高いもののひとつであった（係数が1.0と定義されている）。アメリカ合衆国での製造は1995年に終了した。
日本でも前出の冷蔵庫などの冷媒、ドライクリーニングの溶剤などに広く使用されてきたが、オゾン層保護法により1995年末に製造が打ち切られ、1999年を最後に出荷記録の記録がなくなった。
19F NMR の基準物質として使われる。

## 使用疑惑
2018年、中国山東省と河北省にある発泡剤の製造工場がトリクロロフルオロメタンを放出していることを指摘するイギリスのNGOの報告書が取りまとめられた。その後、中国当局は、工場を閉鎖させる措置を取っている。また、2019年5月、中国北東部におけるトリクロロフルオロメタンの年間放出量が、2013年以降、約7000トン増えたとする研究者のデータがネイチャー誌に掲載された。